# 鞋油

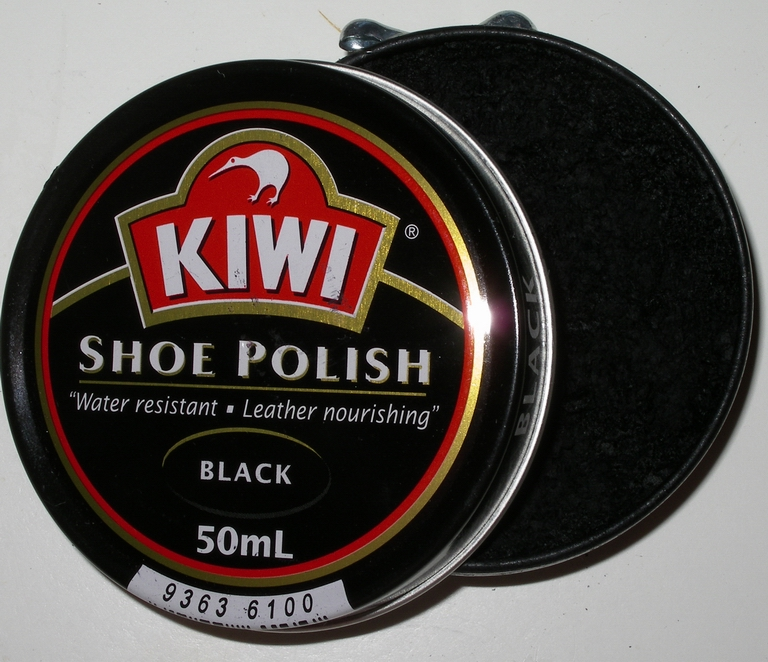
開了的一罐鞋油，圖上可見罐邊有開罐用的小裝置。

鞋油是一種消費產品，用於打磨及擦亮皮鞋或皮靴，恢復它們的本來面貌，同時加強其防水能力，因此使用鞋油可延長鞋類的壽命。鞋油通常為蠟糊或膏狀，但是也有液體及固體的鞋油。
幾百年來，各種不同的物質都曾被用作鞋油，開始時用的是天然物質，例如蠟及牛脂。鞋油的現代配方在二十世紀初開始出現，而很多這些原來的配方到現在還有人使用。現時，鞋油一般由天然及合成材料的混合物加工而成，包括石腦油、松節油、染料及阿拉伯膠，加工過程使用直接的化工過程。絕大部份鞋油都是可燃的，而且帶有毒性，誤用的話可能會對皮膚造成色斑。鞋油應在空氣流通的地方使用，使用時要小心衣物、地毯及家具。
皮鞋及合成皮鞋的生產量自十九世紀便開始普遍上昇，一直延續至二十世紀，而鞋油的普及度也跟着上昇。在世界大戰期間，為了要擦軍靴，鞋油的需求量大幅飆昇。

## 用法
1. 用乾布抹去皮鞋表面的雜質及不潔物；
2. 塗上鞋油；
3. 用鞋擦塗抹均衡，磨擦生熱，令鞋油深入皮鞋內層；
4. 常鞋油乾固，皮鞋表面自然出現光澤。